# Santiago Alcobé Noguer
Santiago Alcobé Noguer (Barcelona, 5 de marzo de 1903-1977-  id. 15 de julio de 1977) fue un antropólogo español, catedrático de antropología en la Universidad de Barcelona.

## Biografía
Hijo del físico Eduardo Alcobé y Arenas y de Rosa Noguer Avila (natural de La Habana). Estudió medicina y ciencias naturales en la Universidad de Barcelona y fue pensionado en Alemania de 1928 a 1929 donde fue discípulo de Telesforo Aranzadi.
Catedrático de Antropología de la Universidad de Barcelona desde 1941, y rector de la misma desde 1963 hasta 1965 .  Sus inicios profesionales se centraron en el campo de la medicina y más adelante se especializó en antropología. Se interesó por la prehistoria y la arqueología aplicadas a la etnología . Destacan los estudios bioantropológicos de las poblaciones aisladas de los valles pirenaicos, de los del Sáhara Occidental y de los de Guinea Ecuatorial .  Fue uno de los primeros antropólogos físicos de España. Implantó métodos y orientaciones precursoras en Europa; introdujo el estudio de la genética y la estadística en la Facultad de Ciencias de la Universidad de Barcelona. Fundó la Escuela de Antropología de Barcelona.
Fue miembro de la Real Academia de Ciencias y Artes y presidente de la Real Sociedad Española de Historia Natural en 1963 . Director del Centro de Genética Animal y Humana del Consejo Superior de Investigaciones Científicas, así como de la sección de antropobiología del Instituto Bernardino de Sahagún. Recibió la Cruz de la Orden Civil de Alfonso X el Sabio, en 1965.

## Premios y reconocimientos
- ( 1965 ) Cruz de la Orden Civil de Alfonso X el Sabio